# Fliegenjagd
Fliegenjagd ist ein polnischer Spielfilm aus dem Jahr 1969.

## Handlung
Włodek ist 30 Jahre alt und abgebrochener Student der russischen Philologie. Er arbeitet als Übersetzer aus dem Russischen. Er lebt mit seiner Ehefrau Hanka und dem kleinen Sohn in einer Zwei-Zimmer-Wohnung bei den Schwiegereltern. Das Leben spielt sich im Wohnzimmer ab; für Włodek und Hanka gleichzeitig auch das Schlafzimmer. Hier wird gegessen und der Schwiegervater schaut permanent Tierfilme im Fernsehen. Von der Decke hängen klebrige Fliegenfänger herunter, mit denen der Schwiegervater auf Fliegenjagd geht. Hier hat Włodek seinen Arbeitsplatz, um an seinen eigenen literarischen Werken zu arbeiten. Denn eigentlich möchte er Schriftsteller werden.
Aus dieser Enge bricht er allabendlich aus, um Zigaretten zu holen. Bei einem dieser Ausbrüche lernt er in einem Club die Polonistikstudentin Irena kennen und beginnt eine Affäre mit ihr. Er beginnt nun seine Familie und auch die Arbeit zu vernachlässigen. Von der Ehefrau wird er ständig angehalten, zur Wohnungsgenossenschaft zu gehen, um endlich eine Wohnung für die Familie zu erhalten. Sämtliche Gelegenheiten für eine Abwesenheit von der Arbeit nimmt er nun wahr, um sich mit Irena zu treffen. Irena gibt ihm Selbstbewusstsein und treibt ihn in seinen literarischen Bemühungen an. Sie macht ihn bekannt mit wichtigen Personen, die seiner Karriere förderlich sein können. Schließlich gelingt es, dass er eine literarische Übersetzung für eine Zeitschrift anfertigen darf. Seine Übersetzung wird jedoch aufgrund sprachlicher Mängel abgelehnt.
Włodek hält dem ambitionierten Druck Irenas nicht mehr stand. Entkräftet kehrt er zu Hanka zurück. Aber auch Hanka hat sich verändert. Ähnlich wie Irena fordert sie nun von Włodek das nötige Engagement für eine große Karriere. Er steht nun auch bei Hanka unter ähnlichem Druck wie bei Irena. Verzweifelt verfängt er sich in den Fliegenfängern im Wohnzimmer.

## Kritiken
„Der Film, Wajdas einzige Komödie, vermittelt mit grotesken Mitteln ein ironisches Bild des polnischen Kulturbetriebes.“

## Auszeichnungen
Der Film wurde zu den Internationalen Filmfestspielen von Cannes 1969 eingeladen, ging bei der Preisvergabe jedoch leer aus.